# Eu (Seine-Maritime)
Eu [ø] ist eine französische Stadt mit 6541 Einwohnern (Stand 1. Januar 2022) im Département Seine-Maritime in der Region Normandie. Eu ist die nördlichste Gemeinde des Départements. Sie liegt an der Bresle, fünf Kilometer vor deren Mündung in den Ärmelkanal bei Le Tréport.

## Geschichte

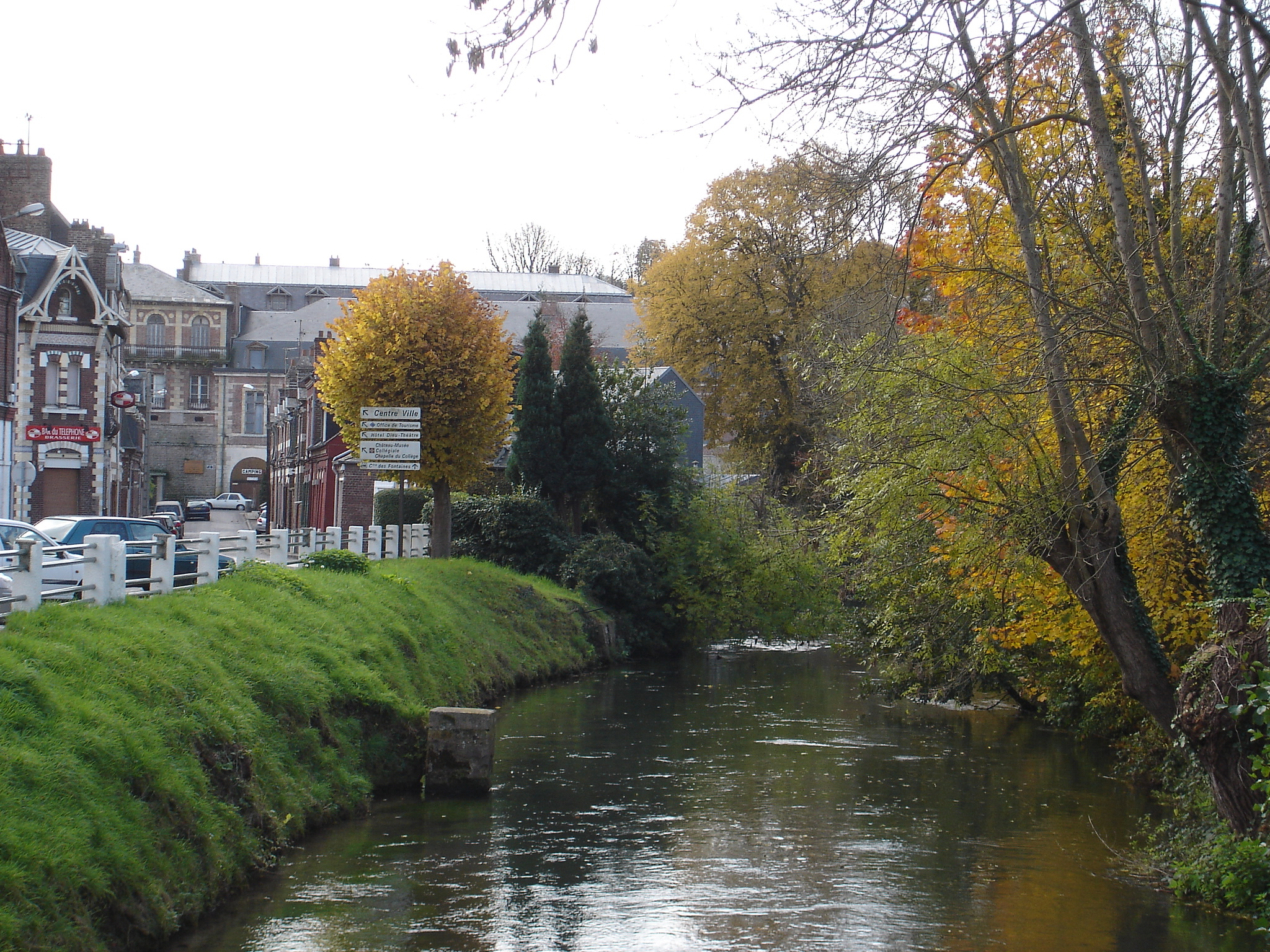
Die Bresle in Eu

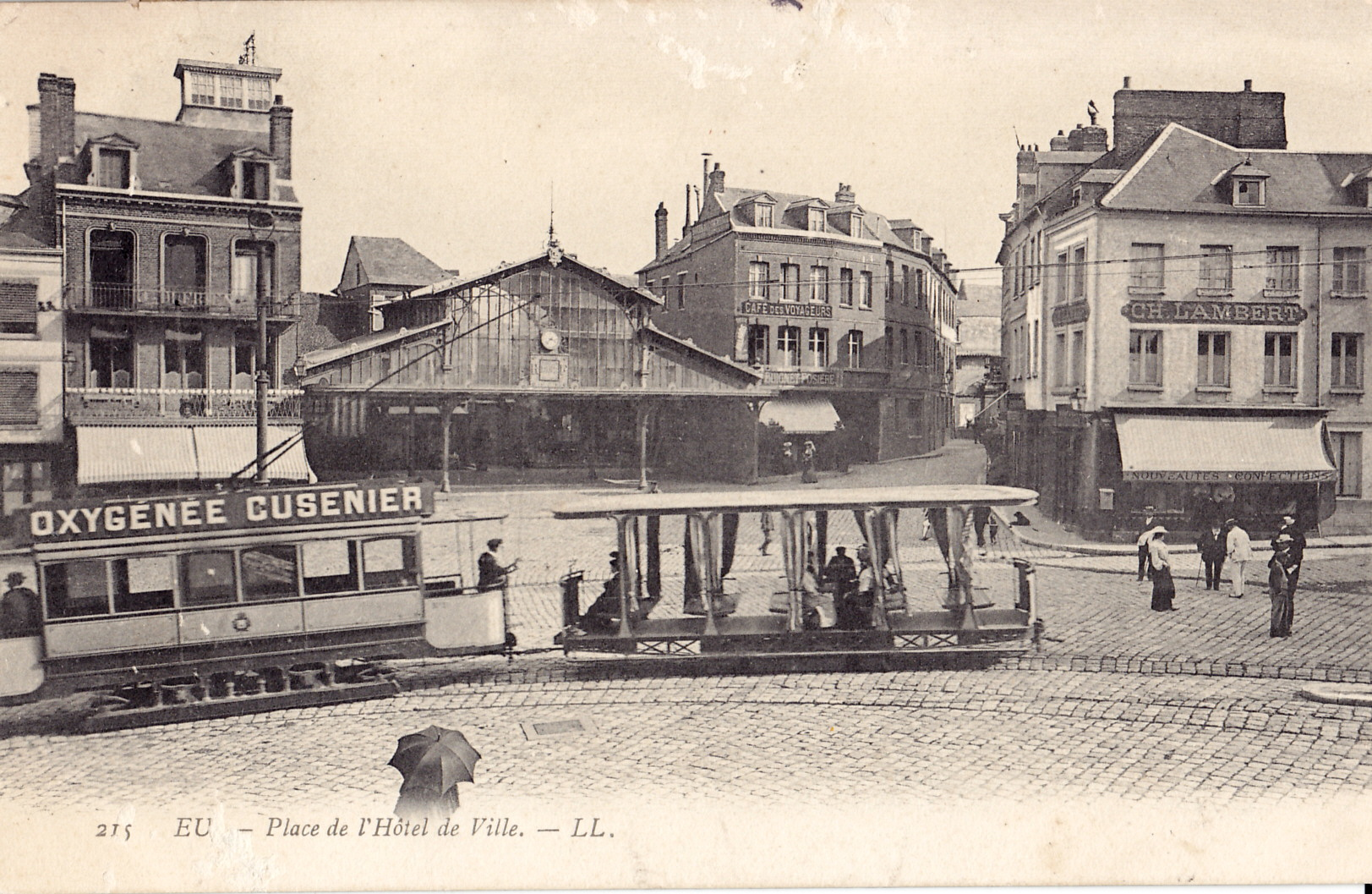
Place de l’Hôtel de Ville (vor 1914)

Der Fluss Bresle hieß im Mittelalter Ou, später Eu. Der mittelalterliche Chronist Ordericus Vitalis schreibt: Aucum flumen quod vulgo dicitur Ou („Der Fluss Aucum, der in der Volkssprache Ou heißt“). Andere frühmittelalterliche Spielarten des Namens waren Auvae, Aucia oder Auga. Daraus wurde dann das heutige Eu. Der Ursprung liegt wohl im germanischen awa (= „Wasser“), ähnlich dem lateinischen aqua und dem deutschen „Au“.
Im 11. Jahrhundert befand sich hier die Burg Eu, die die nördliche Grenze der Normandie schützte. Hierin heirateten im Jahr 1050 der Herzog der Normandie (und spätere englische König) Wilhelm der Eroberer und Mathilde von Flandern. Wilhelms Großonkel Geoffrey (Gottfried) de Brionne († wohl 1015), ein Bastard Herzog Richards I. der Normandie, war erster Graf von Eu geworden.
König Ludwig XI. ließ die Burg brandschatzen, um ihre Auslieferung an die Engländer zu verhindern. Johann von Burgund errichtete an ihrer Stelle ein Landschloss. dieses wurde ab dem 16. Jahrhundert auf Wunsch Catherines de Clèves und ihres Ehemanns Henri I. de Lorraine durch ein größeres Schloss ersetzt.

## Sehenswürdigkeiten

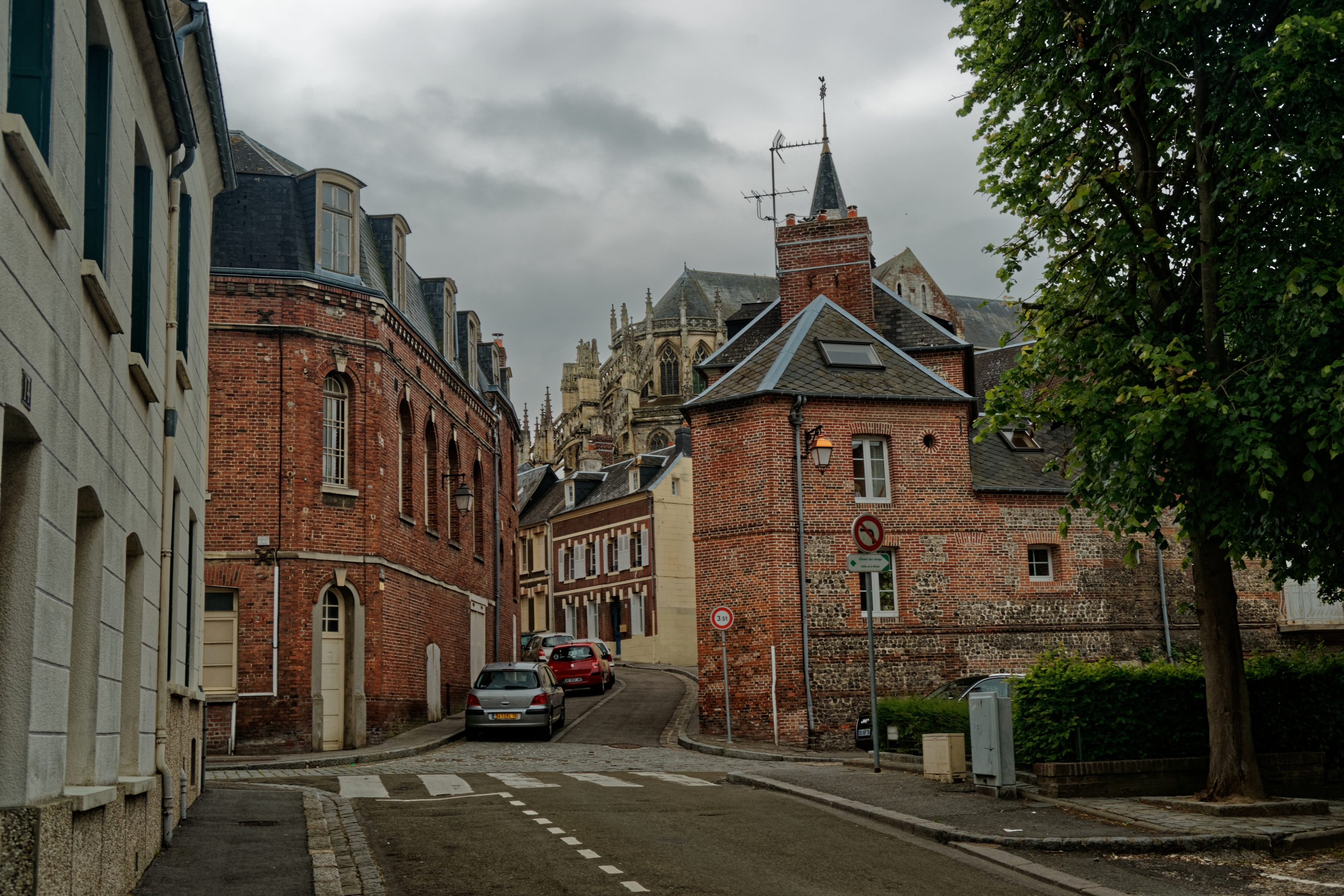
Rue de l’Hospice, im Hintergrund die Kirche Notre-Dame-St-Laurent

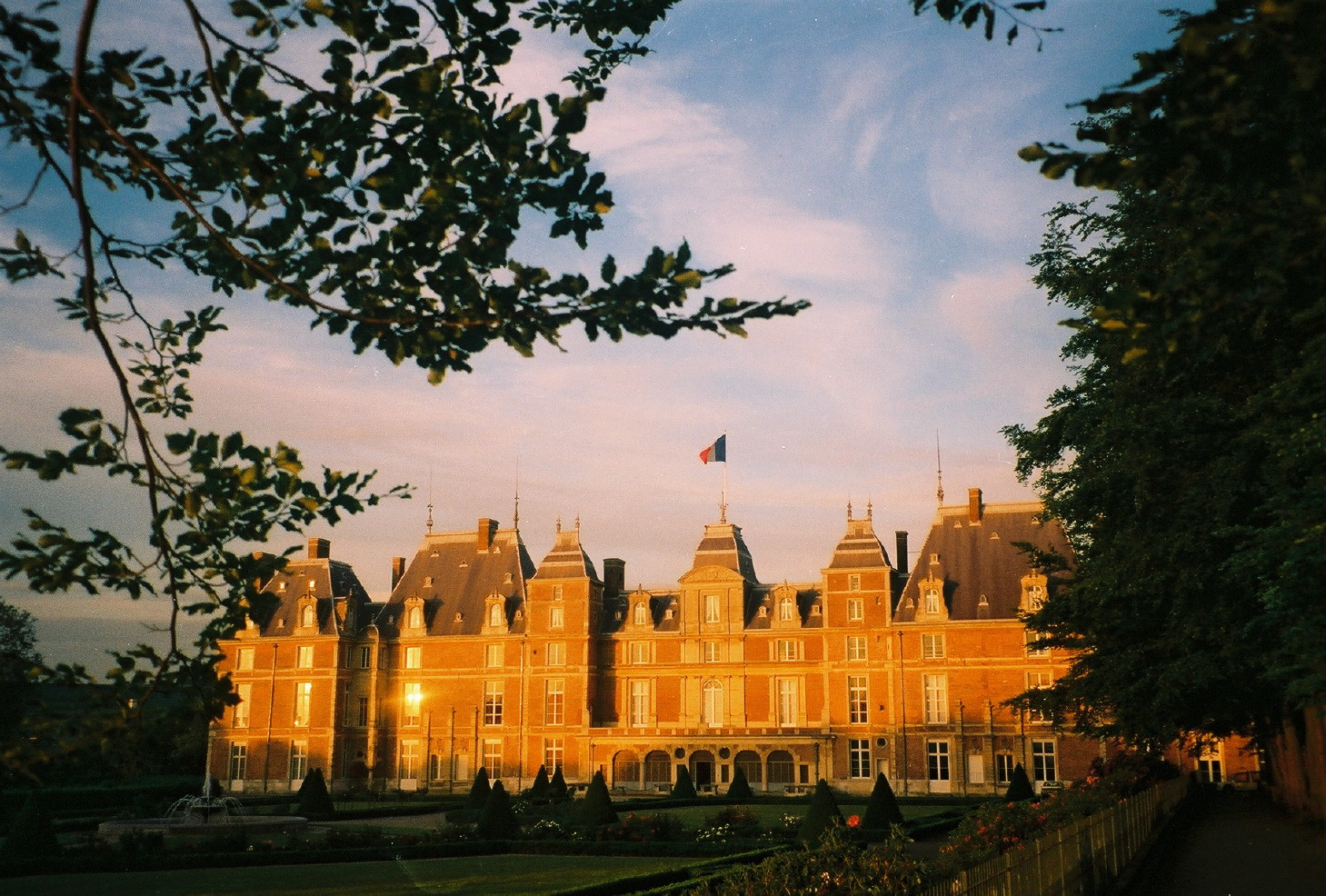
Schloss Eu

- Das heutige Schloss Eu wurde ab 1578 erbaut. Es gelangte durch Heirat 1769 in den Besitz der Herzöge von Orléans, aus der der spätere König Louis-Philippe I. stammte. Es war eine seiner Lieblingsresidenzen und er empfing hier zweimal die englische Königin Victoria (2.–7. September 1843[1] und September 1845). Von 1874 bis 1879 führte der Architekt Eugène Viollet-le-Duc für die angeheiratete Enkelin Louis-Philippes, Maria Isabella d’Orléans-Montpensier, umfangreiche Arbeiten an Schloss und Gartenanlagen durch.

- 1973 eröffnete die Stadt Eu, seit 1964 Besitzerin des Schlosses, das Musée Louis-Philippe. Es beherbergt u. a. die 1905 nach einem Brand 1902 originalgetreu wieder hergestellte Galerie des Guises, Räume aus dem 17. Jahrhundert und Sammlungsstücke aus der Zeit Louis-Philippes und aus dem Besitz der früheren Kaiserfamilie Brasiliens, der Fürsten d’Orléans-Braganza.

- Die Stiftskirche Notre-Dame-St-Laurent ist ein gotisches Bauwerk des 12. und 13. Jahrhunderts. In der im 15. Jahrhundert erneuerten Apsis befindet sich die Statue Notre-Dame d’Eu, zugeschrieben dem aus Eu gebürtigen Bildhauer Francois Augier (1604–1669). Die Glasfenster wurden 1833–1847 in der Manufaktur von Sèvres hergestellt. In der Krypta befindet sich der Sarkophag mit der liegenden Figur des 1180 auf einer Reise in Eu gestorbenen Erzbischofs von Dublin, Lorcán Ua Tuathail (Laurent d’Eu). Er wurde 1225 heiliggesprochen, nachdem sich an ebendiesem Grab zahlreiche Wunder ereignet haben sollen.[2] Außerdem befinden sich hier noch eine Reihe von Grabstätten der Grafen von Eu aus dem Hause Artois aus dem 14. und 15. Jahrhundert.

- Die Kapelle des ehemaligen Jesuitenkollegs, 1613–1624 durch Catherine de Clèves errichtet, besitzt eine Fassade in einer Stilmischung aus Renaissance und Louis XIII. Darin befinden sich die prächtigen Grablegen von Henri I. de Lorraine, Duc de Guise, und Catherine de Clèves.

- Der 15 Hektar große Park Jardin Jungle Karlostachys wurde 1994 durch Charles Boulanger angelegt und ab 2012 für geführte Gruppen geöffnet.

## Politik
Bürgermeister (Amtszeit bis 2020) von Eu war Yves Derrien, für die Amtszeit 2020 bis 2026 übernahm Michel Barbier das Amt. Dem Gemeinderat gehören zusätzlich 8 Beigeordnete und 20 Gemeinderäte an.

### Städtepartnerschaften
- Haan, Deutschland (seit 1967)
- Bad Lauchstädt, Deutschland (seit 2013)

### Städtefreundschaften
- Dublin, Irland
- Castledermot, Irland
- Ay, Frankreich
- Is-sur-Tille, Frankreich
- Ålesund, Norwegen

## Verkehr

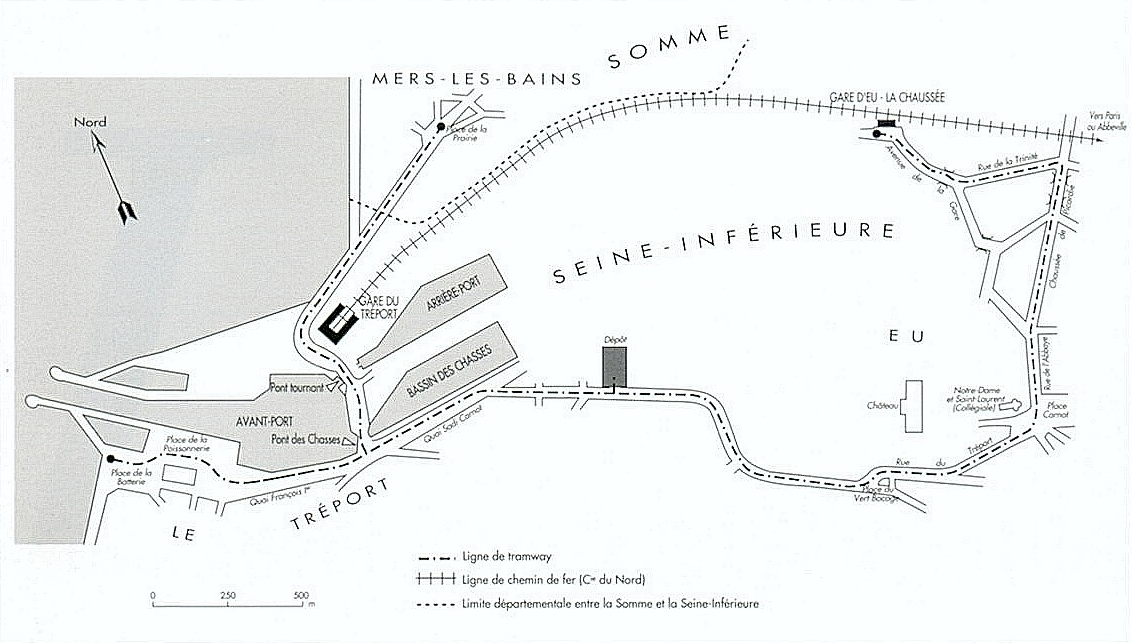
Plan der Straßenbahn Eu–Le Tréport

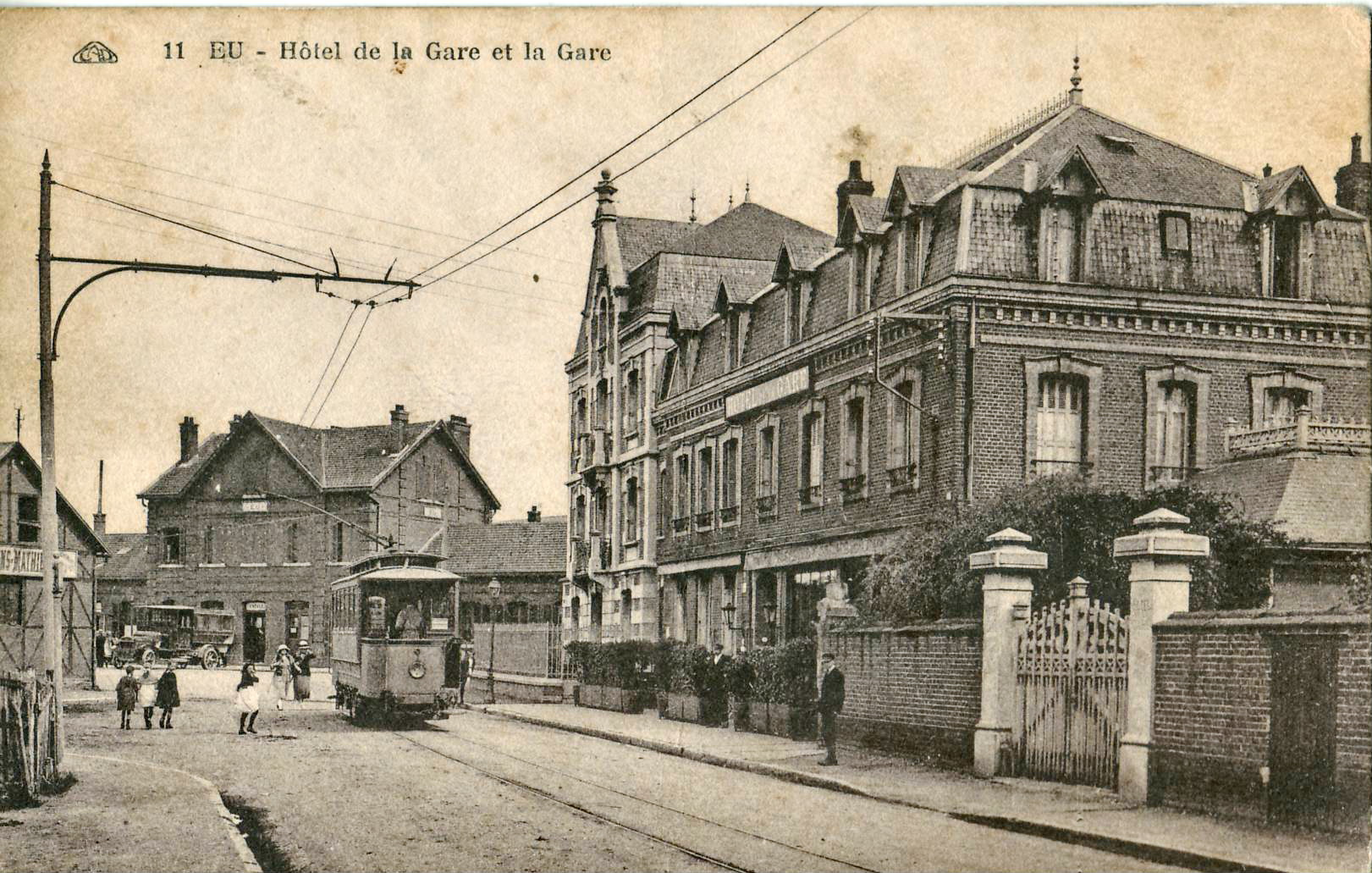
Bahnhof (im Hintergrund), Straßenbahn und Hôtel de la Gare (um 1930)

Eu hat einen Bahnhof an der Bahnstrecke Épinay-Villetaneuse–Le Tréport-Mers, der am 18. Juli 1872 von der Compagnie du chemin de fer du Tréport eröffnet wurde. 1882 ging von dort eine Zweigstrecke nach Abbeville in Betrieb, auf der seit 2018 der Eisenbahnverkehr ruht, und 1885 eine weitere nach Rouxmesnil, die für den Personenverkehr bereits 1938 wieder geschlossen wurde. In der Relation Beauvais–Eu–Le Tréport verkehren aktuell Züge des TER Hauts-de-France; im Zuge der Vertaktung des Zugangebots ging der Haltepunkt Eu-la Mouillette im Jahr 2011 außer Betrieb.

Zwischen 1902 und 1934 verkehrte zwischen Eu und Le Tréport sowie Mers-les-Bains eine Straßenbahn. 
Eu liegt an den ehemaligen Nationalstraßen 15bis bzw. 15bisA, 25 und 40, die mittlerweile zu Departementsstraßen (D 1915, D 925C und D 960) abgestuft wurden. Nächste Autobahn ist die A 28 mit der Anschlussstelle Blangy-sur-Bresle.

## Veranstaltungen
Bis 2007 fand in einem Zweijahresintervall in Eu eine mehrtägige Reenactmentveranstaltung mit internationaler Beteiligung aus Deutschland, Schweden, Belgien, Niederlande, Polen, Russland und anderen Ländern statt. In seinen letzten Jahren bestand das Fest aus einem christlichen Lager, oftmals mit Schanzanlagen oder gar einer Motte versehen, das von einem wikingisch-heidnischen Lager umgeben und belagert wurde. Trotz regelmäßig 25.000 Besuchern und der Beliebtheit der Veranstaltung bei Schulen zur Ergänzung des Geschichtsunterrichts, wurde die Veranstaltung von der Stadtregierung 2008 eingestellt.

## Persönlichkeiten
- François Anguier (1604–1669), Bildhauer
- Michel Anguier (1612–1686), Bildhauer
- Louis Philippe Albert d’Orléans, comte de Paris (1838–1894), Adliger
- Paul Bignon (1858–1932), Politiker
- Isabelle d’Orléans-Bragance (1911–2003), Comtesse de Paris
- Michel Gaudry (1928–2019), Jazzmusiker
- François Gouet (1942–2012), Politiker
- Jean-François Laffillé (* 1962), Radrennfahrer
- Jean-Baptiste Monnot (* 1984), Organist
- Amine Adli (* 2000), Fußballspieler

## Sonstiges
Im Februar 2009 äußerte die Bürgermeisterin Pläne, den Ort umzubenennen, um bessere Ergebnisse bei der Internet-Suche zu erhalten. Die Stadt wird in Internet-Suchmaschinen nur schwer gefunden und man befürchtet touristische Nachteile.